# Carlopoli
Carlopoli (Garrùapui in calabrese) è un comune italiano di 1 326 abitanti della provincia di Catanzaro in Calabria.

## Geografia fisica
Carlopoli sorge al centro di un ideale triangolo i cui vertici sono rappresentati da tre antichi paesi di diversa origine che nel tempo ne influenzarono la storia:Tiriolo, esistente già in età protostorica, Scigliano, di origine romana, e Taverna, l'antica Trischene. Tale posizione privilegiata, anche grazie alla limitrofa presenza dell'abbazia di Santa Maria di Corazzo, rappresentò uno dei percorsi di transito più frequentati soprattutto nel Medioevo.

## Storia

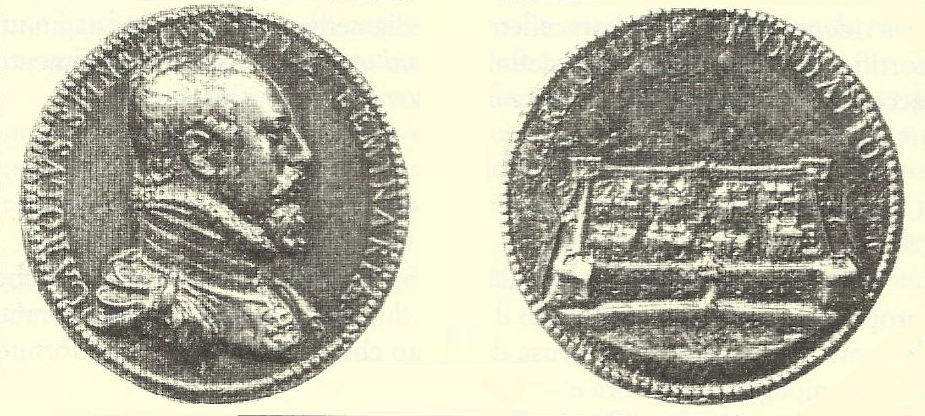
Medaglia commemorativa della fondazione di Carlopoli nel 1625

Nel febbraio del 1625 alcuni uomini di una famiglia provenienti da Panettieri e da altri antichi casali di Scigliano presentarono al conte Carlo Cicala, proprietario del feudo di Tiriolo, una richiesta formale di fondare in quelle terre un nuovo casale, che avrebbero chiamato, in onore dello stesso conte Cicala, Carlopoli: (Città di Carlo). Carlo Cicala approvò tali richieste e permise la fondazione feudale di Carlopoli per tomola 45 di germano da pagare ogni mese di agosto. Circa cinque anni dopo l'infeudamento di Carlopoli, Carlo Cicala ebbe il privilegio di fregiarsi del titolo di Principe. Le attività economiche del XVII secolo a Carlopoli furono gestite da pochissime famiglie: i Montoro e i Guzzo, giunte da Tiriolo, e poi i Talarico, i Pingitore, i Brutto e i Nicotera. A testimonianza di quel tempo rimangono ancora a Carlopoli le vestigia di antichi palazzi signorili.
Carlopoli divenne Comune nel 1832, con Ferdinando II di Borbone.
Il 29 settembre del 1867 l'amministrazione provinciale di Catanzaro richiese ai comuni di Carlopoli e Castagna deliberazioni circa la loro effettiva volontà di aggregarsi. Il consiglio comunale di Carlopoli deliberò all'unanimità di aderire. A ciò seguì il 21 marzo 1869 il regio decreto n. 4981 che soppresse il comune di Castagna.

### Simboli
Lo stemma e il gonfalone sono stati concessi con decreto del presidente della Repubblica del 13 novembre 2002.
Il gonfalone è un drappo di azzurro.

## Monumenti e luoghi d'interesse
Diversi ritrovamenti archeologici avvenuti nel secolo scorso in tutto il territorio compreso tra Scigliano e Tiriolo dimostrano che queste terre furono interessate da insediamenti umani in età protostoriche, se non addirittura preistoriche. Il più recente di tali ritrovamenti riguarda proprio il territorio del comune di Carlopoli: in località Terzo della Castagna sono stati rinvenuti nel corso del 2005 reperti risalenti all'età eneolitica e tracce consistenti di manufatti anche di epoche successive: bruzie, romane e medioevali, a testimonianza di un continuum abitativo da non sottovalutare. Nel territorio di Carlopoli si trovano i resti dell'antica abbazia di Santa Maria di Corazzo.

### L'abbazia
Sorge su una vasta area della valle del fiume Corace. Costruita nel corso dell'XI secolo dai monaci benedettini, il secolo seguente seguì la riforma cistercense di Bernardo di Chiaravalle. I Cistercensi, di cultura franchigena, svilupparono al massimo l'economia dell'abbazia. I frati cistercensi coltivarono le feconde terre intorno, allevarono greggi, impiantarono "fabbriche" e fecero di Corazzo una "Città di Dio" autosufficiente grazie al loro lavoro e alla loro ingegnosità.
Dal 1177 al 1187 fu abate Gioacchino da Fiore, nel periodo più intenso del suo estro esegetico e spirituale; infatti fu proprio tra le mura di Corazzo che dettò gran parte delle sue opere maggiori a tre alacri amanuensi. Gioacchino da Fiore nacque presumibilmente tra il 1130 e il 1135 a Celico. Da Corazzo viaggiò moltissimo, sia per motivi legati all'amministrazione del monastero che per esigenze spirituali.

## Società

### Evoluzione demografica

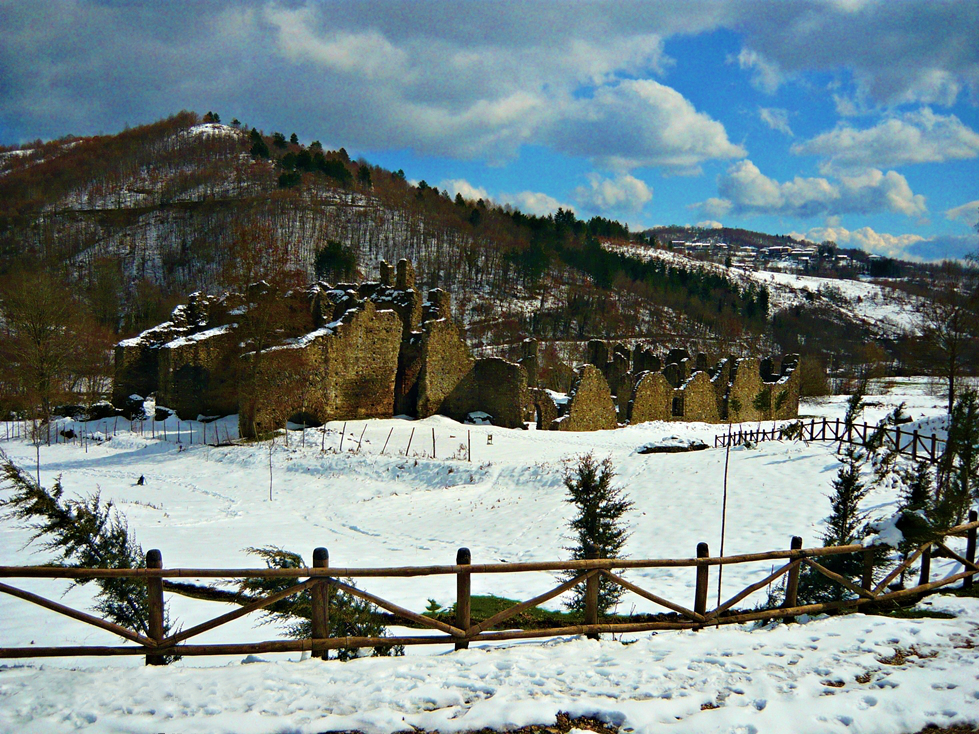
Immagine invernale dell'Abbazia di Corazzo

Abitanti censiti